# Gresten
Gresten là một đô thị thuộc huyện Scheibbs trong bang Niederösterreich, Áo.